# Wentworth Miller
Nam diễn viên Wentworth Miller có tên đầy đủ là Wentworth Earl Miller III, sinh ngày 2 tháng 6 năm 1972, tại Anh.
Miller có nguồn gốc đa sắc tộc với người cha - Wentworth Earl Miller II - là người Mỹ gốc Phi, Jamaica, Anh, Đức, Cherokee gốc; và mẹ mang trong mình những dòng máu Nga, Pháp, Hà Lan, Thụy Điển, Syria và Liban.
Mặc dù gia đình quyết định chuyển sang Park Slope, Brooklyn, New York, lúc một tuổi, Miller vẫn giữ quốc tịch kép. Anh có hai chị em, Leigh và Gillian. Miller đã học ở Midwood High School ở Brooklyn, New York, Mỹ. Miller là thành viên của Sing!. Gia đình anh chuyển đến Aleppo Township bên ngoài Pittsburgh PA, nơi anh tốt nghiệp trường Quaker Valley, ở Leetsdale, PA vào năm 1990. Miller tốt nghiệp Đại học Princeton, hoàn thành bằng cử nhân Văn Học Anh. 
Năm 1995, Miller đến Los Angeles, theo đuổi nghiệp diễn xuất. Tuy nhiên, con đường đến với nghệ thuật thứ 7 của anh đầy gập ghềnh. Dẫu vậy, "Tôi vẫn không thể rời bỏ nghiệp diễn. Tôi cần nó như cần không khí để thở" - Wentworth Miller tâm sự.

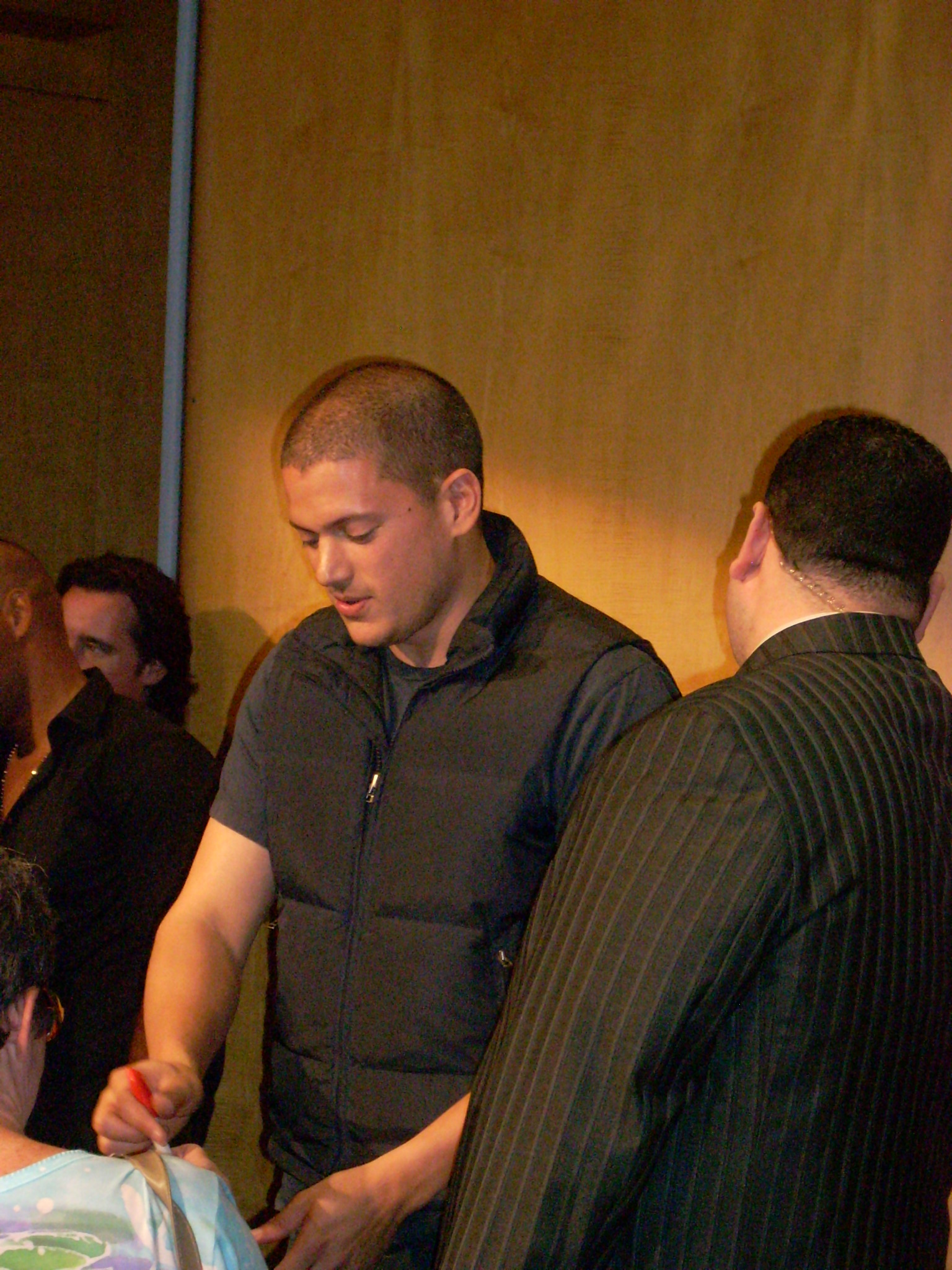
Wentworth Miller ký chữ ký tại Beverly Hills, California

Năm 2005, Miller được chọn vào vai Michael Scofield trong "Vượt ngục". Trong "Vượt ngục", Michael Scofield đã cố tình đi cướp ngân hàng để được vào tù, thực hiện kế hoạch giúp người anh Lincoln Burrows bị kết án oan (Dominic Purcell đóng) vượt ngục.
Với "Vượt ngục", Miller có được đề cử Quả cầu vàng cho hạng mục Nam diễn viên xuất sắc nhất ở thể loại phim truyền hình.
Cũng từ series phim truyền hình của hãng Fox này, anh vụt trở thành ngôi sao và trở thành thần tượng của hàng triệu cô gái Mỹ. Năm 2007, anh lọt vào danh sách "100 người đẹp nhất thế giới" của Tạp chí People.

## Đời sống riêng tư
Tháng 8 năm 2013, anh công khai mình là người đồng tính khi anh đăng một lá thư trên website của tổ chức ủng hộ quyền cho người đồng tính GLAAD, điều này khiến cho rất nhiều các cô gái cũng như fan của anh trên thế giới đều ngạc nhiên. Trong đó anh từ chối lời mời tham gia một liên hoan phim tại Nga vì anh cho rằng luật Nga kì thị người đồng tính.